# Acanthodelta sarcopasa
Acanthodelta sarcopasa là một loài bướm đêm trong họ Noctuidae.